# Herritslev Nor
Herritslev Nor er en lille bugt ca. 4 km øst for Nysted på Lolland. På den vestlige side af noret ligger Egholm, en tidligere ø med en forfalden hovedgård, der nu tilhører Ålholm, samt Herritslev Mose. På østsiden ligger en lille anløbsbro og nogle små hytter, der benyttes af lokale fritidsfiskere. Bunden af noret spærres af en lav dæmning med en pumpe, der holder de bagved liggende enge op mod Kallehave afvandede. Den regionale cykelrute 38 (Paradisruten) fører forbi området ad Egholmvej.

## Galleri
- Vejen til fiskerbroen
- Fiskernes hytter
- Bådebroen